# Odontolakis lantzi
Odontolakis lantzi är en insektsart som beskrevs av Brongniart 1897. Odontolakis lantzi ingår i släktet Odontolakis och familjen vårtbitare. Inga underarter finns listade i Catalogue of Life.